# Sinophorus validus
Sinophorus validus là một loài tò vò trong họ Ichneumonidae.